# Liste der Auslandsvertretungen Albaniens

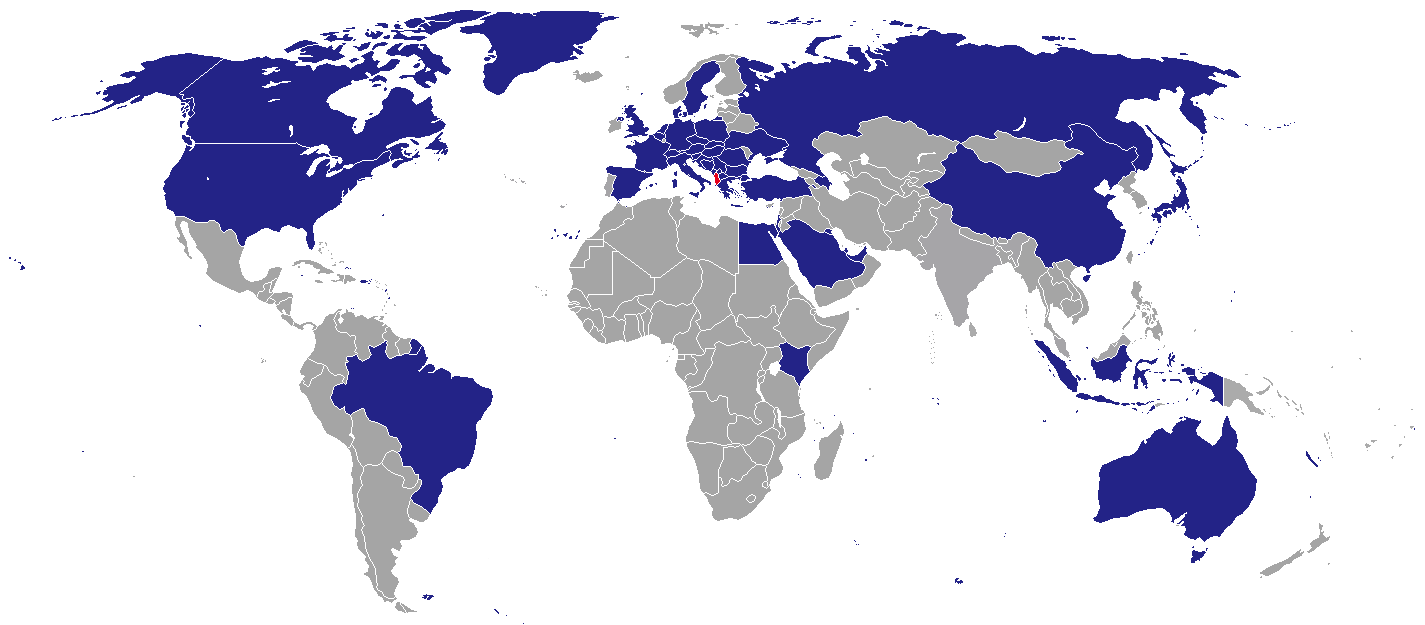
Standorte der diplomatischen Vertretungen Albaniens (Stand Oktober 2020)

Dies ist eine Liste der diplomatischen Vertretungen von Albanien.

## Diplomatische Vertretungen

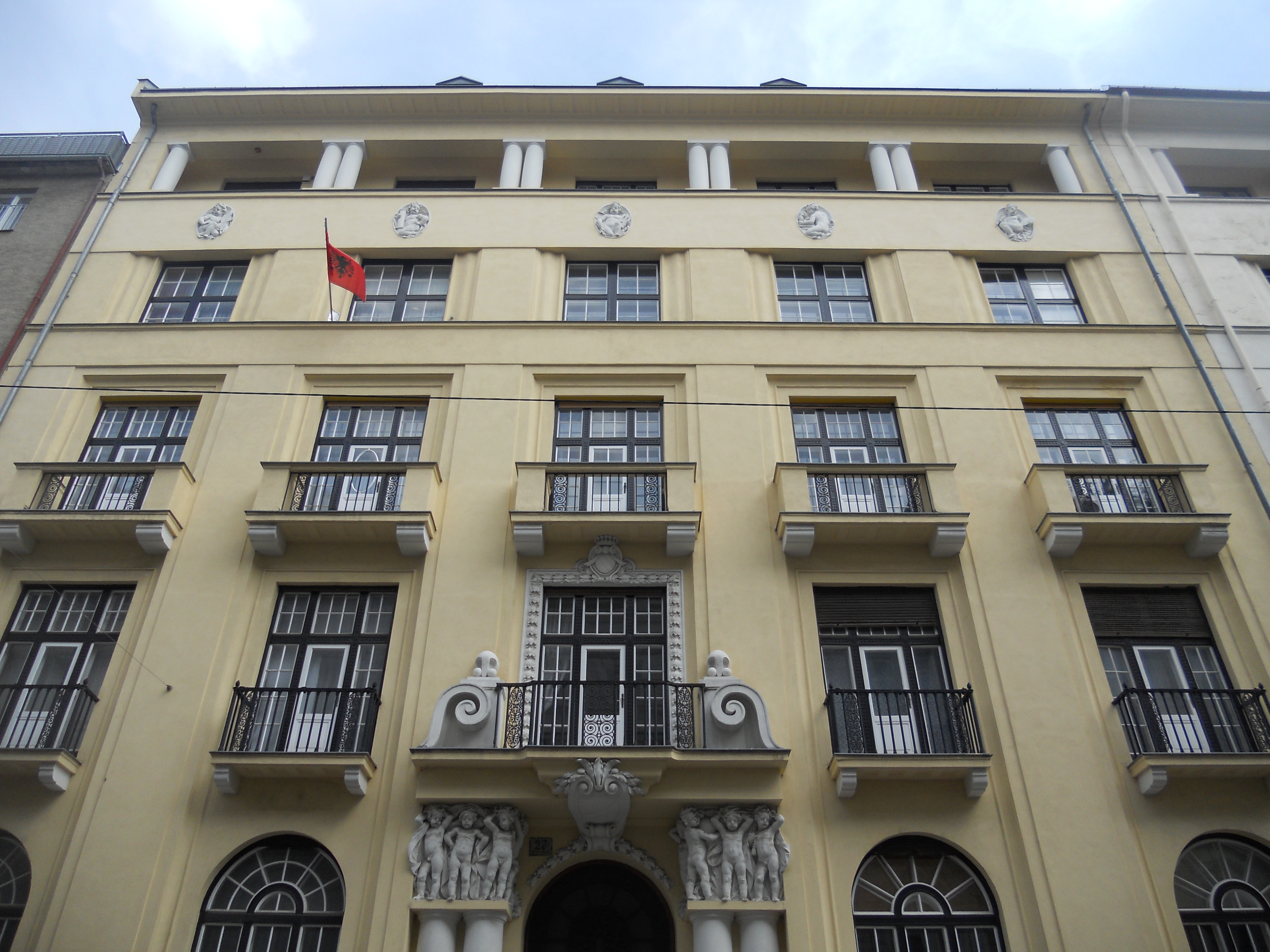
Albanische Botschaft in Wien

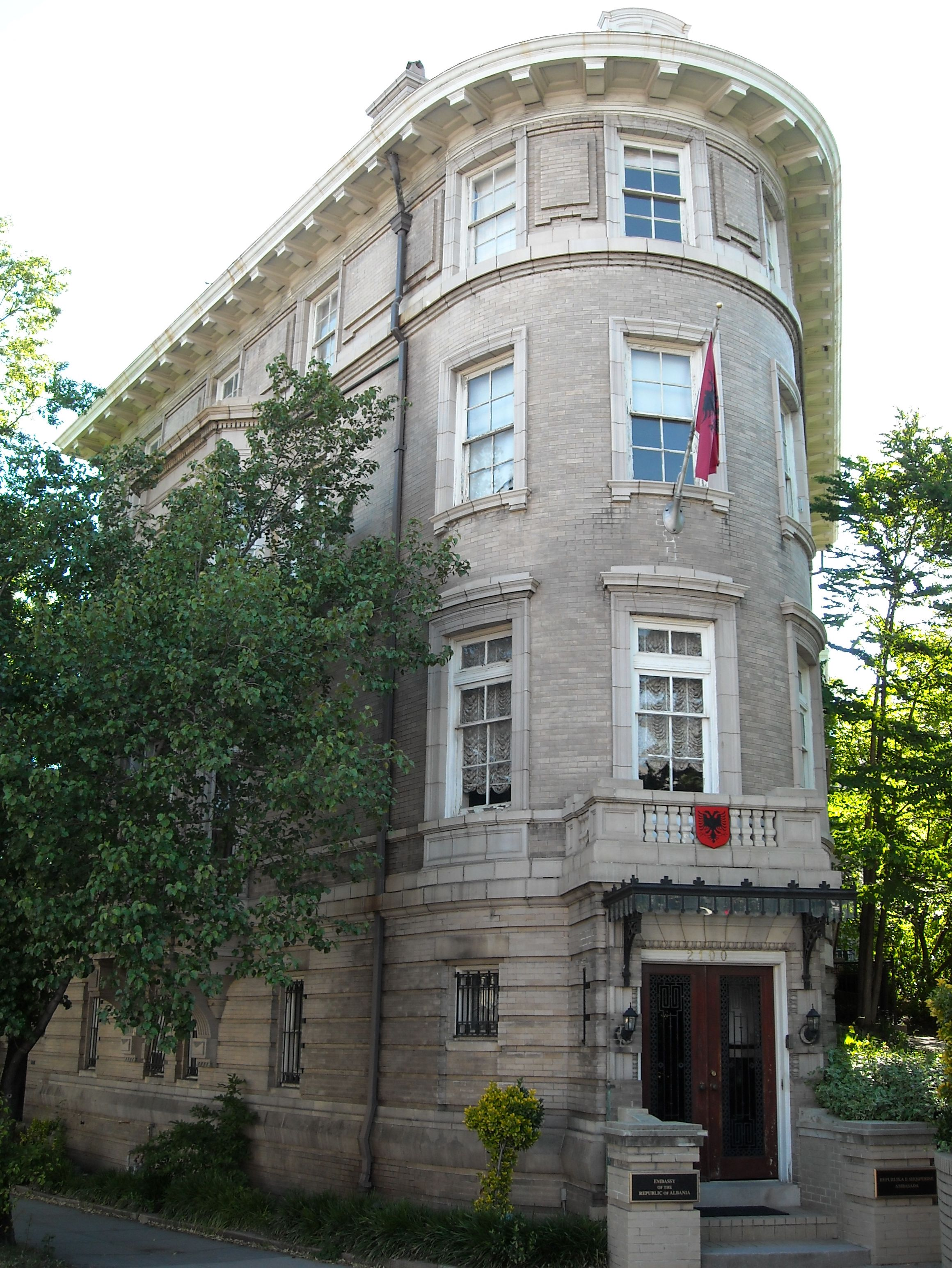
Albanische Botschaft in Washington, D.C.

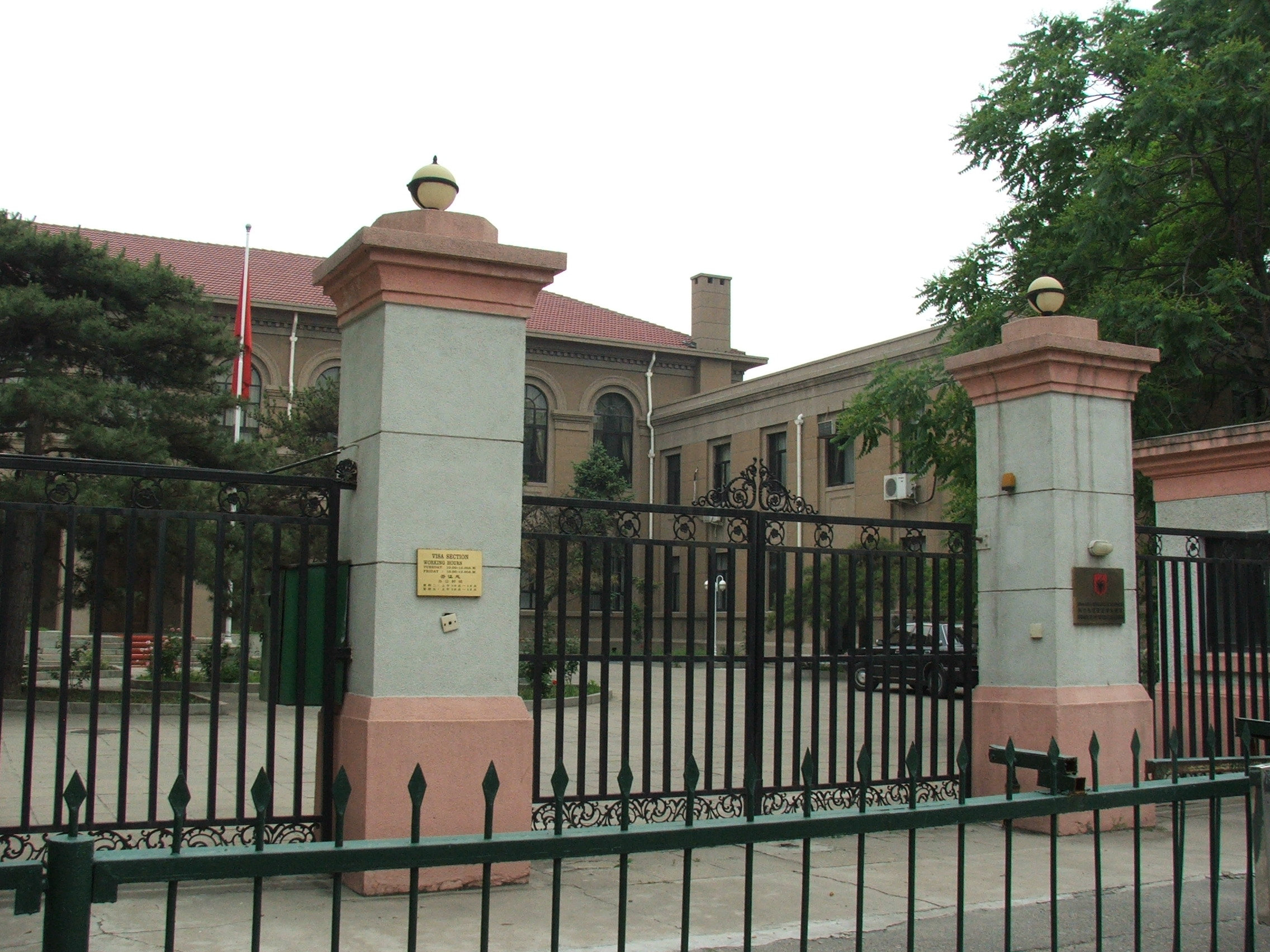
Albanische Botschaft in Peking

Stand: 2023

### Afrika
- Ägypten: Kairo, Botschaft

### Amerika
| - Brasilien: Brasília, Botschaft - Kanada: Ottawa, Botschaft | - Vereinigte Staaten: Washington, D.C., Botschaft - Vereinigte Staaten: New York, Konsularbüro |

### Asien
| - Volksrepublik China: Peking, Botschaft - Israel: Tel Aviv, Botschaft - Japan: Tokio, Botschaft - Katar: Doha, Botschaft | - Kuwait: Kuwait, Botschaft - Saudi-Arabien: Riad, Botschaft - Vereinigte Arabische Emirate: Abu Dhabi, Botschaft |

### Europa
| - Belgien: Brüssel, Botschaft - Bulgarien: Sofia, Botschaft - Dänemark: Kopenhagen, Botschaft - Deutschland: Berlin, Botschaft - Deutschland: München, Generalkonsulat - Frankreich: Paris, Botschaft - Griechenland: Athen, Botschaft - Griechenland: Ioannina, Generalkonsulat - Griechenland: Thessaloniki, Generalkonsulat - Italien: Rom, Botschaft - Italien: Bari, Generalkonsulat - Italien: Mailand, Generalkonsulat - Kosovo: Pristina, Botschaft - Kroatien: Zagreb, Botschaft - Montenegro: Podgorica, Botschaft - Niederlande: Den Haag, Botschaft | - Nordmazedonien: Skopje, Botschaft - Österreich: Wien, Botschaft - Polen: Warschau, Botschaft - Rumänien: Bukarest, Botschaft - Russland: Moskau, Botschaft - Schweden: Stockholm, Botschaft - Schweiz: Bern, Botschaft - Serbien: Belgrad, Botschaft - Slowakei: Bratislava, Botschaft - Slowenien: Ljubljana, Botschaft - Spanien: Madrid, Botschaft - Tschechien: Prag, Botschaft - Türkei: Ankara, Botschaft - Türkei: Istanbul, Generalkonsulat - Ungarn: Budapest, Botschaft - Vereinigtes Königreich: London, Botschaft |

### Ozeanien
- Australien: Canberra, Botschaft

## Vertretungen bei internationalen Organisationen
- Europäische Union: Brüssel, Mission
- Europarat: Straßburg, Ständige Vertretung
- NATO: Brüssel, Ständige Vertretung
- Vereinte Nationen: Genf, Ständige Vertretung
- Vereinte Nationen: Wien, Ständige Vertretung
- Vereinte Nationen: New York, Ständige Vertretung
- Organisation für Sicherheit und Zusammenarbeit in Europa (OSZE): Wien, Ständige Vertretung
- Organisation der Vereinten Nationen für Erziehung, Wissenschaft und Kultur (UNESCO): Paris, Ständige Vertretung
- Heiliger Stuhl: Vatikanstadt, Botschaft

## Quelle
- Albanian Diplomatic Missions abroad – offizielle Liste des Außenministeriums (englisch)